# Ernst Raber
Jacob Joachim Ernst Raber (* 30. April 1808 in Travemünde; † August 1852 in Dayton, Ohio) war ein deutscher Arzt und Parlamentarier.

## Leben
Ernst Raber war Sohn eines Konditors in Travemünde, wo er zunächst eine Lehre als Apotheker absolvierte. Danach studierte er Medizin an der Universität Kopenhagen, Friedrich-Wilhelms-Universität zu Berlin und der Universität Rostock, wo er zum Dr. med. promoviert wurde. Während seines Studiums wurde er 1832 Mitglied der Alten Berliner Burschenschaft. In Rostock wurde er 1836 Mitglied des Corps Vandalia Rostock. Raber praktizierte als Arzt zunächst von 1837 bis 1841 in Goldberg, dann 1841 bis 1843 in Hagenow, dort ab 1842 auch als Armenarzt. 1843 musste er Hagenow auf Betreiben des damaligen Bürgermeisters, seines Corpsbruders Ernst Bölte, wegen seiner politischen „Aufrührereien“ verlassen und ein Betretungsverbot für das Stadtgebiet Hagenow hinnehmen. Der Gutsbesitzer August von Laffert auf Lehsen nahm ihn bei sich auf. Weder die Stadt Hagenow noch die Landesregierung in Schwerin fanden sich im mecklenburgischen Vormärz auf seine Gegenvorstellungen hin bereit, das Betretungsverbot aufzuheben. Er veröffentlichte eine Schmähschrift zur Wahrnehmung seiner Rechte, was die Einleitung einer behördlichen Untersuchung zur Folge hatte, der er sich im September 1847 durch Auswanderung nach Texas entzog. Bereits im Oktober 1848 kehrte er nach Mecklenburg zurück und wurde im gleichen Jahr in die Mecklenburgische Abgeordnetenversammlung im Wahlkreis Mecklenburg-Schwerin 22 (Hagenow) gewählt. Ebenfalls 1848 war er einer der Teilnehmer am zweiten Demokratenkongress in Berlin. Ein 1850 wegen seiner schon genannten Schmähschrift von 1845 eingeleitetes Strafverfahren zwang ihn zur erneuten Auswanderung in die Vereinigten Staaten von Amerika.
In Hagenow wurde 1993 eine Straße nach ihm benannt.

## Schriften
- De Acidi Nitrici Usu Quaedam, Adler, Rostock 1836 (Dissertation). Digitalisat, Bayerische Staatsbibliothek
- Nothgedrungene öffentliche Selbstvertheidigung des aus der Stadt Hagenow vertriebenen Dr. med. Raber: Mit actenmäßigen Belägen, Selbstverlag, Hagenow 1845.